# Oscar Käck
Nils Oskar Käck, född 17 juni 1982 i Locketorp, är en svensk före detta långdistanslöpare. Han tävlade i början av sin karriär för IF Hagen men bytte inför säsongen 2009 klubb till Hälle IF.
Vid inomhus-EM i Turin år 2009 deltog Käck på 3 000 meter men slogs ut i försöken.
Vid EM i Barcelona 2010 sprang Käck 5 000 meter men bröt loppet.
Oskar Käck avslutade sin elitidrottskarriär hösten 2010.
Han utsågs år 2011 till Stor grabb nummer 514.

## Meriter

### Friidrott

#### Finnkampen
- 2005 - 10 000 m 1:a
- 2010 - 10 000 m 1:a

#### SM
- 2005 Guld, 10 000 m
- 2005 Brons, 5 000 m
- 2006 Guld, 5 000 m

### Terränglöpning

#### SM
- 2010 Silver, 12 000m
- 2005 Silver, 12 000 m
- 2004 Guld, 6 000 m M22
- 2003 Silver, 6 000 m M22
- 2001 Brons, 4 000 m M22

#### Nordiska Mästerskapen
- 2004 Guld, 5 000 m M22

#### JSM
- 2004 Guld, 5 000 m M22
- 2004 Brons, 1 500 m M22
- 2003 Brons, 5 000 m M22
- 2000 Silver, 5 000 m P18

## Personliga rekord
| Utomhus - 800 meter – 1:55,08 (Karlstad 24 juli 2003) - 1 500 meter – 3:44,08 (Göteborg 10 augusti 2010) - 1 500 meter – 3:49,00 (Sollentuna 25 juni 2009) - 3 000 meter – 8:04,80 (Rehlingen, Tyskland 1 juni 2009) - 5 000 meter – 13:45,58 (Sollentuna 1 juli 2010) - 5 000 meter – 14:12,39 (Heusden-Zolder, Belgien 18 juli 2009) - 10 000 meter – 29:04,46 (Helsingfors, Finland 28 augusti 2010) - 10 000 meter – 29:04,56 (Helsingfors, Finland 28 augusti 2010) - 10 000 meter – 29:06,22 (Oslo, Norge 24 maj 2009) - 5 km landsväg – 14:33 (London, Storbritannien 13 september 2009) - 10 km landsväg – 29:22 (Cardiff, Storbritannien 27 juli 2008) - Halvmaraton – 1:04:20 (Venlo, Nederländerna 21 mars 2010) | Inomhus - 1 500 meter – 3:52,11 (Göteborg 3 februari 2001) - 3 000 meter – 7:55,89 (Stockholm 18 februari 2009) |